# 則宗

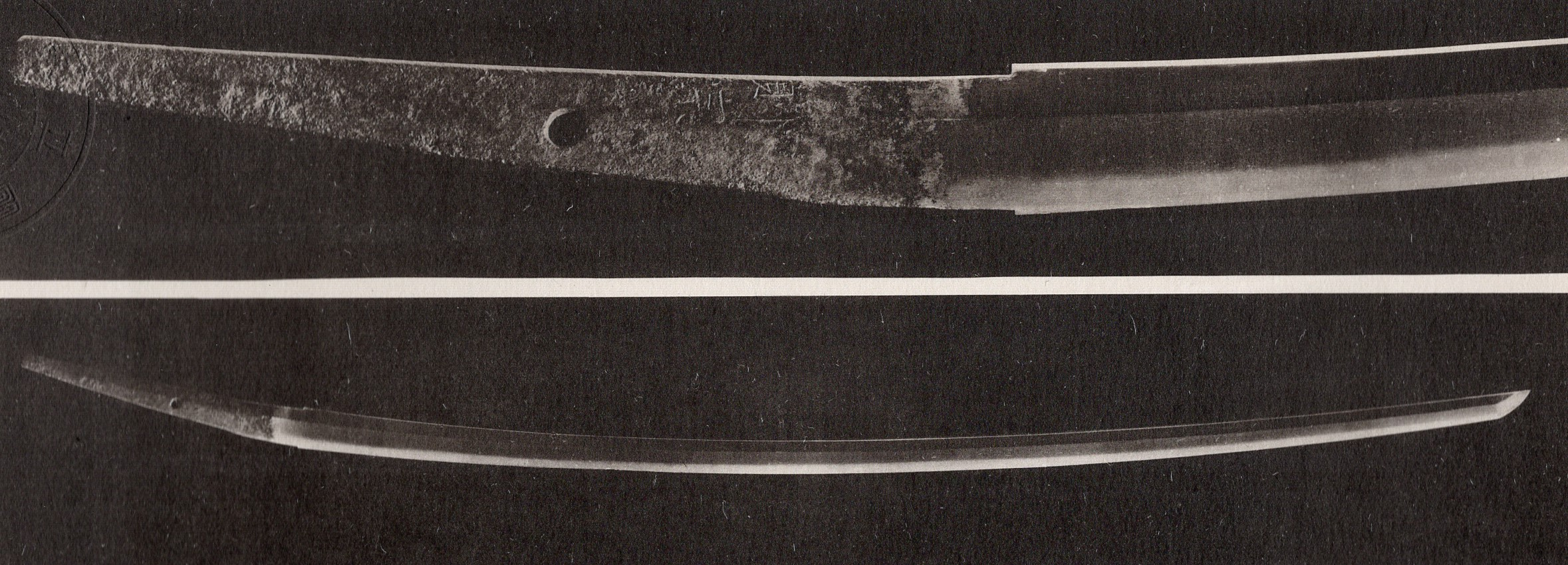
国宝・太刀 銘則宗（日枝神社蔵）

則宗（のりむね）は、福岡一文字派の祖で備前国の刀工であり、則宗が製作した一連の日本刀の総称でもある。則宗の流派は、福岡一文字、或は福岡一文字派をさらに分け、古一文字と分類する人もある。則宗は鎌倉時代に後鳥羽上皇の御番鍛冶中の第一に位したと伝えられる。後鳥羽上皇が御番鍛冶に鍛刀させ、自らが焼入れした刀については菊一文字・御所焼き・菊御作（きくのおんさく）と呼ばれ、それに因んで、御番鍛冶筆頭であった則宗自身も一般には菊一文字、菊一文字則宗の名で知られる（名称については後述）。

## 福岡一文字則宗の作風
刃文は、直刃調の小乱れ刃を焼き、古備前の趣があるが中には古風の互の目丁子を焼く刃文も存在する。姿は平安時代の刀剣とあまり異ならず、細身で大変優雅な太刀姿である。
銘は「則宗」と細鏨で2字のみ切る（菊花紋を切った作は則宗にはない）。茎（なかご）は雉股形茎となることが多い。「一」の銘を茎に切ったので福岡一文字という。正真の在名品は極めて少なく、御物、国宝、重要文化財に指定されている刀剣をはじめごく少数しか現存しない。

## 作品
国宝・重要文化財指定物件は以下のとおり。

### 国宝
- 太刀（東京・日枝神社蔵）重文指定1910年、国宝指定1951年。正保3年(1646年)6月6日、徳川家三代将軍家光の第四子徳松（後の五代将軍徳川綱吉）の初宮参りの折に、日枝神社に寄進された[5]。

### 重要文化財
- 革包太刀〈（笹丸）則宗ノ銘アリ〉（京都・愛宕神社蔵）1909年指定
- 刀〈無銘伝則宗〉（山口・忌宮神社蔵）1926年指定
- 太刀（岡山県立博物館蔵）1934年指定
- 太刀（東京・三井記念美術館蔵）1941年指定

## 菊一文字則宗の起源
後鳥羽上皇は諸国の名刀工を招いて輪番制の御番鍛冶として召し抱えて刀を鍛えさせ、自らも焼刃をしたと伝えられる。これらの刀は後鳥羽上皇が定めた皇位の紋である16弁の菊紋の銘が入れられていた。これらの刀は御番鍛冶の出身流派から一文字派の特徴を持つ刀が多かったため菊一文字と称されるようになった。則宗は御番鍛冶の筆頭であった。
ただしあくまで称されたのであって、「菊一文字」と言う銘の刀は存在しない。また則宗の刀を含んだ鎌倉期の刀の中に菊と「一」の銘が並べられて彫られたものは現存しない。現存する菊と「一」の銘が並べられて彫られた刀は江戸時代の刀工の作のものであり、備前国一文字派の作にも菊花紋を毛彫りをしたものがまれにあるが、これらの銘は菊一文字ではないし一般的には菊一文字とも称されない。

## 株式会社菊一文字
作刀が禁止された明治以降、刀匠から料理用・工匠用・生花園芸用の諸刃物を製造する株式会社菊一文字として創業した。「菊一文字」を屋号、鍛冶を象徴するクツワ印を紋として商標登録し、現在、京都市中京区三条通河原町に本店を持つ。支店として東京店を持ち、本店・支店共に爪切りから日本刀まで幅広い刃物を扱っている。他方、伊勢・二見にも明治創業の「菊一文字則宗」本店・支店があるが、商標が異なる。